# Argos (1859)
La goleta Argos fue un buque de la Armada Argentina que participó de las guerras civiles argentinas y de la Guerra del Paraguay.

## Historia
La goleta Argos fue adquirida en 1859 por agentes de la Confederación Argentina en Río de Janeiro, en el marco del rearme de la escuadra nacional para enfrentar a la porteña en la guerra entre la Confederación Argentina y el Estado de Buenos Aires.
En septiembre de 1859 fondeó en Montevideo, y armada con 6 cañones de a 12 partió al mando del capitán Dionisio Invierno sumándose a la escuadra de la Confederación. Participó del Combate de Martín García (1859), remolcada por el vapor Menay, y en la Acción naval de San Nicolás de los Arroyos (1859).
Durante 1860 varió su aparejo a lugre y fue destinada a patrullar el río Paraná. Al liquidarse la escuadra de la Confederación en abril de 1862, la Argos fue puesta en venta, pero no habiendo oferentes pasó al Riachuelo en situación de desarme.
El 18 de noviembre de 1863 volvió al servicio al mando del capitán Guillermo Laurence. Al estallar la Guerra del Paraguay en 1865 fue destinada al transporte de tropas al frente. En agosto de 1866 pasó a servir con medio armamento como pontón y depósito carbonero, al mando de los  capitanes Juan Ignacio Ballesteros y Constantino Jorge, permaneciendo fondeada sucesivamente en los puertos de Campana, Zárate y el Riachuelo. Allí, en 1867 y 1868, al mando del entonces guardiamarina Lázaro Iturrieta y con quince tripulantes, permaneció como pontón depósito de marinería, carbón y pólvora.